# Football Club étoile Schirrhein-Schirrhoffen
Le Football club étoile Schirrhein-Schirrhoffen (couramment abrégé en FCE Schirrhein) est un club français de football fondé en 1922. 
Club formateur d'Oscar Heisserer, considéré comme le meilleur footballeur alsacien de l'histoire, il s'illustre en Coupe de France lors de l'édition 2008-2009 en éliminant un club professionnel, le Clermont Foot Auvergne, évoluant cinq divisions plus haut dans la hiérarchie (Ligue 2). Après les exploits similaires de Gardanne en 1960, Sanary en 1982 et l'AS Évry en 1986, c'est la quatrième fois que le cas se produit. Le 24 janvier 2009 en 16e de finale de la Coupe le club ne peut rééditer l'exploit face au Toulouse Football Club puisqu'il s'incline sur un lourd score de 8-0.FCE 

## Histoire
Le club est créé le 1er janvier 1922 par Émile Kraemer au restaurant « A l'Étoile ». Kraemer assure la présidence peu de temps. Le siège du club est transféré « A l'arbre Vert », où sont rédigés les premiers statuts. Joseph Sutter devient président.
Lors de la Seconde Guerre mondiale, beaucoup de joueurs sont incorporés de force dans l'armée allemande et décèdent sur le front russe. Un monument aux morts est érigé dans l'enceinte du stade de Schirrhein à leur mémoire. Dans les années 1950 le club se reconstruit autour de nouveaux joueurs, dont l'attaquant Alfred Kaiser qui marquait régulièrement plusieurs buts par match.
En 1960 Schirrhein est reléguée en Division 2 (niveau 4) de la Ligue d'Alsace et voit ses meilleurs joueurs rejoindre d'autres clubs. C'est le cas notamment d'Alfred Kaiser qui passe professionnel et dispute avec le RC Lens la finale de la Coupe de France 1975. Durant les années 1960, le club évite de peu l'abandon à plusieurs reprises. L'arrivée comme entraîneur de Jean-Claude Oberlé en 1968 stabilise le club..
Le club remporte en 1972 la Coupe du Crédit Mutuel, compétition officielle organisée par la Ligue d'Alsace de football. La finale arbitrée par l'arbitre international Robert Wurtz voit la victoire 3-2 de Schirrhein face à Betschdorf devant 3 500 spectateurs. Cette même saison, un match de championnat rassembla déjà plus de 2 500 spectateurs à Schirrhein.
En championnat, Schirrhein se contente d'évoluer dans les championnats régionaux alsaciens, sans jamais accéder à la Division d'Honneur. Sous la direction de l'entraîneur Émile Muller, Schirrhein manque de peu la promotion en DH en 1979 en terminant deuxième de PH derrière Monswiller. Un an plus tard, le club est relégué à l'échelon inférieur. Le président Pierre Dillinger est en poste depuis la saison 1999-2000. Les résultats sportifs de cette saison sont décevants. Avec seulement une victoire et trois matches nuls, Schirrhein est relégué en Promotion d'Excellence, deux niveaux sous la DH.
Schirrhein dispute la saison 2008-2009 au plus haut niveau départemental dans le championnat de Division d'Excellence et vise une montée en Division d'Honneur avec une deuxième place à la mi-saison. À l'occasion de sa première participation aux 32e de finale de la Coupe de France, Schirrhein élimine Clermont Foot (L2) à Haguenau le 3 janvier 2009, par 4 buts à 2 après avoir été mené 2 à 0. C'est la première fois dans l'histoire de la Coupe de France qu'un club de district atteint les 16e de finale. Leur parcours s'arrête en 16e de finale après leur défaite sur le score 0-8 contre le Toulouse Football Club (L1). La saison 2015-2016 Schirrhein atteint le sixième tour de la coupe de France où ils perdent 6-1 face à Sarre Union .

## Identité

### Logos

Ancien logo
Logo actuel.

## Palmarès et meilleur parcours
- Meilleur parcours en Coupe de France de football

En 2009, alors que le club évoluait en district (D7) , le club réalise un Miracle en atteignant les 16e de finale de la compétition.

## Présidents du club
| - Émile Kraemer (1922) - Joseph Sutter (1922-1945) - Léon Dorffer (1945-1956) - Albert Gottri (1956-1959) - Fernand Metzler (1959-1961) - Étienne Schott (1961-1963) |  | - Armand Hahn (1963-1975) - Joseph Dorger (1975-1980) - Geoffroy Schott (1980-1981) - Jean-Claude Gasser (1981-1992) - Jacky Halter (1992-1999) - Pierre Dillinger (depuis 1999) |